# Bạo động Réveillon

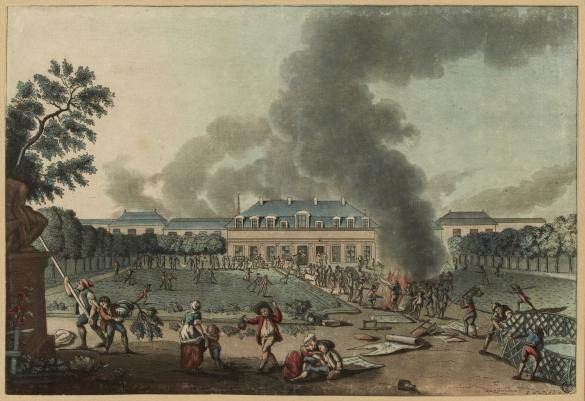
Folie Titon, địa điểm diễn ra sự việc.

Vụ bạo động Réveillon là một cuộc bạo loạn công nhân diễn ra trong 2 ngày (26-28/4/1789) tại Faubourg Saint-Antoine, Paris. Các nhà sử học cho đây là dự báo về cuộc Cách mạng Pháp sắp đến gần.

## Chi tiết
Jean-Baptiste Réveillon là chủ điều hành một nhà máy sản xuất giấy dán tường lớn ở rue de Montreuil, la Folie-Titon. Do Hiệp ước Thương mại tự do Eden-Reyneral, khiến nhân lực giảm và ông phải trợ cấp thất nghiệp cho nhân viên bị sa thải, nên ông đã đề xuất giảm thuế hàng hóa, khiến lương công nhân giảm. Nhưng công nhân chỉ muốn có tiền lương và lo sợ chúng sẽ bị cắt. Họ dần trở nên khó chịu khi họ không được tham gia Hội nghị ba đẳng cấp 1789.
Đêm ngày 26/4/1789, các cuộc biểu tình xảy ra, hình nộm của Réveillon và Heriont (chủ nhà máy kali nitrat đề xuất tương tự) bị đốt, nhà của Réveillon cũng bị cướp sau đó. Sáng hôm sau, hơn 2000 người bắt đầu biểu tình tại nhà máy. Tối hôm đó, nhân cơ hội quân đội buổi sáng đứng ở nhà máy nhường đường cho Công tước Orleans, đám đông tiến vào nhà máy và đốt phá hàng hóa bên trong.

Ngày 28/4/1789, quân đội bắt đầu can thiệp và đàn áp đám đông nổi loạn, khiến cho 300 người ở bên nổi dậy tử vong  và 12 người bên quân đội. Những ngày hôm sau, các vụ hành quyết công khai được thực hiện.

Một số hình ảnh
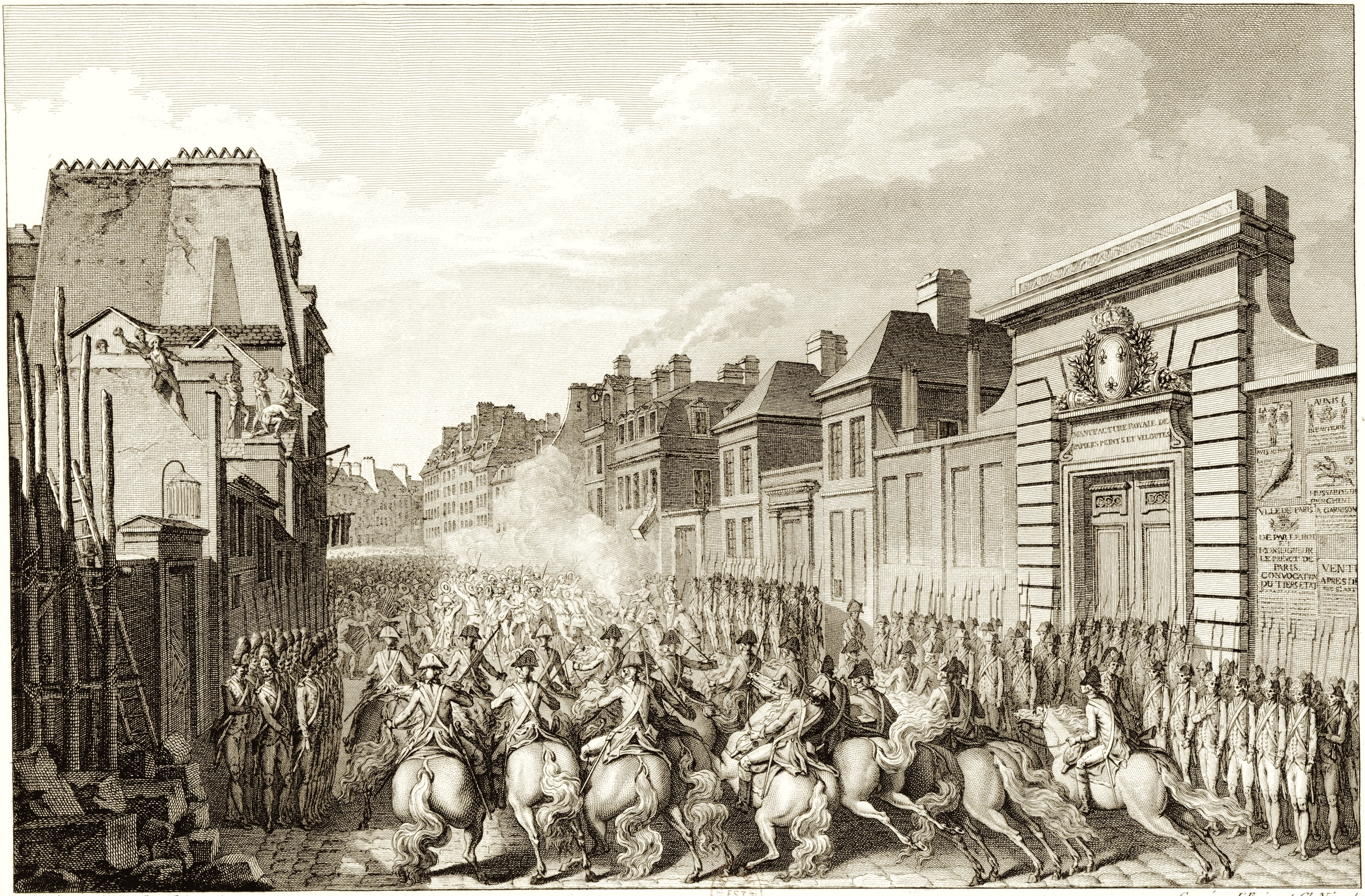
Quân đội tập trung tại nhà máy, ngày 28/4.
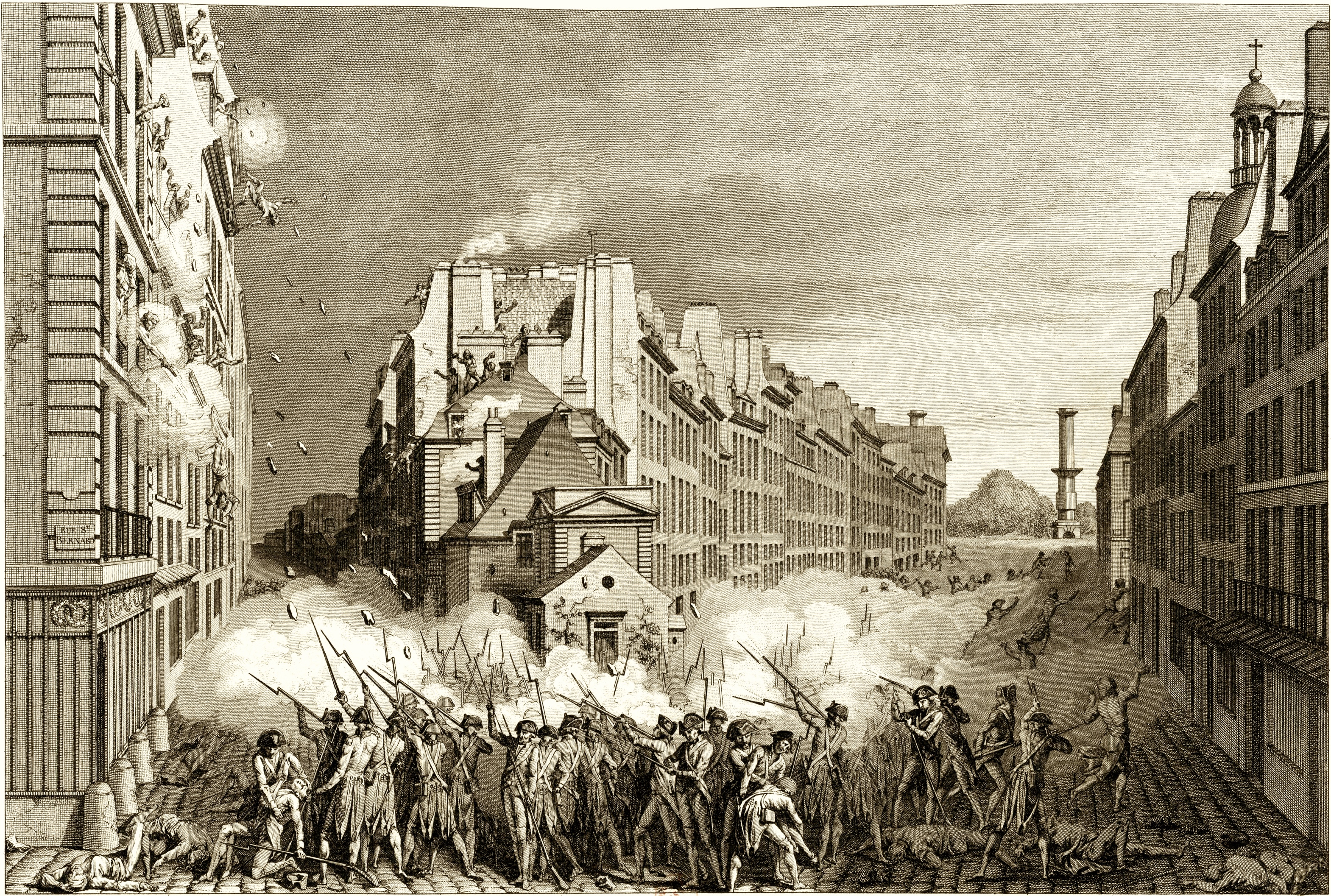
Sau cuộc bạo loạn, quân đội bị dân chúng tấn công và ném gạch và đá, gây ra vụ giết dân chúng.